# Franco monegasco
O franco monegasco (MCF) foi a unidade monetária principal do Principado de Mônaco até 1999, quando se tornou uma subdivisão do euro.
Em 2002, foi substituído pelo euro (EUR ou €), à taxa de câmbio de 1 EUR = 6,55957 MCF
O franco monegasco era dividido em cem centavos. Ligado ao franco francês a uma taxa de câmbio fixa (1 MCF para 1 FRF) por um acordo monetário, tinha curso legal em Mônaco, na França e em Andorra.